# Шоптенко, Елена Викторовна
Елена (Алёна) Викторовна Шопте́нко (укр. Олена Вікторівна Шоптенко; род. 21 декабря 1987, Киев) — украинская танцовщица и хореограф, двукратная чемпионка мира 2006 года по бальным танцам среди молодёжи до 21 года, чемпионка Украины 2007 года в десяти танцах среди молодёжи до 21 года. Победительница украинского проекта «Танцы со звёздами».

## Биография
Родилась 21 декабря 1987 года в Киеве. Отец Виктор Вячеславович Шоптенко — бизнесмен, занимающийся выращиванием и продажей шампиньонов, мать Татьяна Васильевна Шоптенко — врач-невропатолог в Киевской Октябрьской больнице. У неё есть ещё два старших брата.. 
Начала заниматься танцами в 1993 году. В 2000 году вместе с партнёром Игорем Григоровичем стала чемпионкой Киева и вышла в полуфинал турнира German Open в Мангейме. 
В 2005 году окончила столичный лицей бизнеса с золотой медалью и наградой «Лекос» как лучшая выпускница года. В том же году поступила в Национальный экономический университет.
В 2006 году стала чемпионкой мира по 10 танцам среди молодёжи до 21 года, латиноамериканская программа (партнёр — Владимир Гончаров), а также победила в шоу «Танцы со звёздами» (партнёр — Владимир Зеленский).
В 2007 году победила на чемпионате Украины, 10 танцев, молодёжь-2 (партнёр — Владимир Гончаров); участвовала в проекте «Танцы со звездами-3» (партнёр — Максим Нелипа).
В 2008 году участвовала в проекте «Танцую для тебя» в качестве хореографа. В 2009 году участвовала в проекте «Танцую для тебя-2» с Василием Бондарчуком. В том же году участвовала в проекте «Танцую для тебя-3: Битва хореографов» в качестве одного из трёх хореографов и стала серебряной призёркой.
В 2010 году стала главным хореографом города Киев в проекте «Майданс».
В 2020 году Алёна начала принимать участие в очередном сезоне «Танцев со звездами» с Олегом Винником. Однако пара заболела Covid-19. Они были дисквалифицированы за невыход на паркет два раза подряд. Несмотря на просьбы фанатов и звезд шоу-бизнеса, Винник после болезни не захотел вернуться танцевать, хотя их паре это позволили, Алена решила, что это был её последний год в шоу.
В 2021 году принимала участие в музыкальном проекте «Маска» на телеканале «Украина».

### Личная жизнь
В июне 2013 года вышла замуж за танцора Дмитрия Дикусара. Развелись в 2016 году.
Муж — Алексей Иванов.
В апреле 2018 года стало известно, что у пары родится мальчик. 9 июня 2018 года родила сына, имя мальчика — Алексей.

## Телевидение
- 2006—2020 — Танцы со звездами
- 2021 — Маска